# .bv
‎.bv‏ دامنه اینترنتی اختصاص داده شده به جزیره بووه است. این جزیره غیرمسکونی دورافتاده‌ترین جزیره دنیا است و در حال حاضر از این دامنه اصلاً استفاده نمی‌شود.